# Heidi K. Jensen
Heidi Kofod Jensen (født 14. august 1966) var en tidligere dansk atlet medlem af Køge Atletik og fra 2000 Sparta Atletik.
Heidi Jensen har løbet siden 1980 og var i ungdomsårene en af de bedste juniorer i Europa. Hun har løbet på topplan i tre årtier, men løb ikke fra 1987/1988 til 1995, hvor hun var blevet mor for første gang. Hendes største resultater kom efter comebacket. Hun deltog på 800 meter ved VM i 1999 i Sevilla og VM i 2003 i Paris, der står som højdepunkterne i hendes karriere. I Sevilla nåede hun ikke videre fra de indledende heats, men i Paris nåede hun frem til semifinalerne. Hun deltog også ved VM i 2001 i Edmonton, på 1500 meter, men her blev hun slået ud efter et løb. Udover VM har hun også deltaget en gang ved EM, i 2002, samt ved både inde-VM, en gang, og inde-EM, to gange. Hun har desuden sat to individuelle danske rekorder, begge på 1500 meter, hvoraf sidste, fra 2002, eksisterer endnu. Den er på 4.07,18. Den danske rekord på hendes favoritdistance 800 meter har derimod tilhørt Karen Gydesen siden 1994.
Heidi Jensen som er uddannet som folkeskolelærer er mor til Nick Jensen.

## Internationale mesterskaber
- 2003 VM 800 meter 18. plads 2,01,73
- 2002 EM 800 meter 17. plads 2,03,41
- 2002 EM 1500 meter 23. plads 4,16,01
- 2002 EM-inde 1500 meter 15. plads 4,19,12
- 2001 VM 1500 meter 28. plads 4,17,35
- 2001 VM-inde 1500 meter 14. plads 4,16,31
- 2000 EM-inde 800 meter 11. plads 2,04,54
- 2000 NM 4km cross 11. plads 15,41
- 1999 VM 800 meter 21. plads 2,01,12

### Internationale ungdomsmesterskaber
1983 JEM 800 meter 11. plads 2,08,21

## Danske mesterskaber
| Sparta Atletik - Guld 2007 1500 meter inde 4,35,98 - Sølv 2007 3000 meter inde 9,51,49 - Guld 2006 1500 meter inde 4,29,94 - Guld 2006 3000 meter inde 9,44,04 - Sølv 2005 1500 meter 4,33,86 - Guld 2005 1500 meter inde 4,27,68 - Bronze 2005 3000 meter inde 10,00,86 - Guld 2004 1500 meter 4,21,71 - Sølv 2004 800 meter 2,05,99 - Guld 2004 800 meter inde 2,04,96 - Guld 2004 1500 meter inde 4,19,93 - Guld 2003 800 meter 2,03,56 - Guld 2003 1500 meter 4,16,20 - Guld 2003 1500 meter inde 4,19,51 - Sølv 2003 800 meter inde 2,04,65 | - - Guld 2002 1500 meter 4,13,99 - Sølv 2002 800 meter 2,04,76 - Guld 2002 800 meter inde 2,05,49 - Guld 2002 1500 meter inde 4,21,51 - Guld 2001 800 meter 2,04,96 - Guld 2001 1500 meter 4,13,80 - Guld 2001 400 meter inde 57,20 - Guld 2001 800 meter inde 2,06,47 - Guld 2001 1500 meter inde 4,22,39 - Guld 2000 800 meter 2,03,18 - Guld 2000 1500 meter 4,19,00 - Guld 2000 800 meter inde 2,06,33 - Sølv 2000 400 meter inde 56,68 - Guld 1999 800 meter 2,07,46 - Guld 1999 800 meter inde 2,09,03 | - - Guld 1999 1500 meter inde 4,29,41 - Guld 1998 1500 meter 4,21,28 - Sølv 1998 800 meter 2,08,63 - Guld 1998 1500 meter inde 4,30,03 - Guld 1997 800 meter 2,08,61 - Guld 1997 1500 meter 4,26,04 - Sølv 1996 1500 meter 4,35,73 - Bronze 1996 800 meter 2,11,64 | Køge Atletik - Guld 1984 800 meter 2,07,98 - Guld 1984 1500 meter inde 4,34,05 - Sølv 1983 400 meter 55,73 - Sølv 1983 800 meter 2,04,14 - Sølv 1982 800 meter 2,06,58 - Guld 1984 800 meter 2,11,45 - Guld 1984 1500 meter 4,30,78 - Guld 1983 400 meter 56,2 - Guld 1983 800 meter 2,10,5 |